# Caprifoliaceae

## Introdução
A família Caprilofiaceae é caracterizada por possuir espécies angiospérmicas, possuindo um desenvolvimento dos embriões com dois ou mais cotilédones. Caprifoliacae possui uma vasta diversidade nas formas de suas espécies, podendo haver ervas, subarbustos, arbustos ou trepadeiras escandentes, perenes ou anuais. Na grande maioria das vezes, são constituídas por substâncias químicas tais como as células secretoras, os iridóides e os glicosídeos fenólicos. Esta família é amplamente distribuída, principalmente em regiões temperadas do hemisfério norte.

## Morfologia

### Flor
As flores são bissexuais e zigomorfas, tendo geralmente 5 sépalas conatas. As pétalas também seguem o padrão das sépalas, sendo geralmente 5 conatas, frequentemente com 2 lobos superiores e 3 inferiores ou um único lobo inferior e quatro lobos superiores, os lobos sendo imbricados ou valvados. Tem de 1 a numerosos óvulos por lóculo, com 1 tegumento e parede fina. O Néctar é produzido por pelos densamente agrupados na parte inferior do tubo da corola. Apresentam de 1 a 4 ou 5 estames, filetes adnatos à corola. Apresenta geralmente 2-5 carpelos conatos, ovário ínfero, com frequência alongado, com placentação axial, às vezes um único lóculo fértil; também possuem estilete alongado e estigma capitado.

### Pólen
O pólen das plantas dessa família é grande, espinhoso, geralmente tricolporado ou triporado.

### Fruto
O fruto pode ser em cápsula, baga, drupa ou aquênio; o endosperma pode estar presente ou ausente dependendo da espécie.

### Folha
Como esta família apresenta uma diversidade abundante, seus representantes podem apresentar morfologias diversas, como folhas opostas, simples, compostas, inteiras ou serreadas, com vernação perinérvea, e estípulas ausentes.

## Polinização
As vistosas flores de Caprifoliaceae são polinizadas por diversos insetos, especialmente abelhas, vespas e aves à procura de néctar. A família apresenta grande diversidade no que diz respeito à dispersão.

## Sistemática
A família Caprifoliaceae é monofilética, devido aos caracteres morfológicos e sequências genéticas. Caprifoliaceae inclui Dipsacoideae e Valerianoideae, mas exclui Sambucus e Virbunum, pertencentes a Adoxaceae. A família é facilmente separada de Adoxaceae pelas flores zigomorfas (vs. radiais) com estilete alongado (vs. curto), pelo estigma capitado (vs. lobado), pelo pólen com exina espinhosa (vs. reticulada) e pelos nectários compostos por pelos densamente agregados na superfície interna da parte inferior do tubo da corola (vs. nectários glandulares no ápice do ovário ou ausentes). O grupo melhor sustentado dentro de Caprifoliaceae é o clado contendo Linnaea, Diptela, Abelia e Kolkwitzia, junto com gêneros mais especializados, como Valeriana (frequentemente incluído como Valerianacea) e Dipsacus (frequentemente incluído em Dipsacaceae). A monofilia desse clado é sustentada pela redução a um único nectário (acúmulo de pelos), pela presença de quatro estames ou menos, pelo número cromossômico haploide 8, pelo aborto de dois dos três carpelos (o que faz com que um carpelo provido de um único óvulo ocupe metade do ovário) e pela presença de fruto do tipo aquênio. Um cálice semelhante a um papus e a ausência de endosperma evoluíram em Valeriana, Dipsacus e taxa afins. Devemos ressaltar que alguns sistematas separam Valeriana e taxa afins em Valerianaceae, Dipsacus e taxa afins em Dipsacaceae e os demais integrantes do clado na família Linnaeaceae. Diervilla e Weigela constituem um grupo monofilético que é sustentado pela presença de cápsulas septícidas e pólen tectado com columelas pouco desenvolvidas; esse clado é ocasionalmente segregado como Diervillaceae. Lonicera, Symphocarpos e taxa afins provavelmente constituem um clado que pode ser caracterizado pela presença de inflorescências indeterminadas e gineceu com frequência 4 ou 5-carpelado.

## Filogenia
Segundo a filogenia atual de Caprifoliaceae, ainda é incerta a classificação de alguns grupos, portanto existem diferentes hipóteses para a filogenia dessa família. A posição do Heptacodium era inicialmente incerta, embora houvesse sugestões de que o grupo fosse incluído em Caprifolioideae. Suas flores têm várias bractéolas e apenas um dos três carpelos se desenvolve, o fruto com uma única semente - não apresenta características de Caprifolioideae. Podendo ser um híbrido entre membros de Caprifolioideae e Linnaeoideae, porém estudos posteriores não conseguiram esclarecer essa relação. No caso de Linnaeoideae. Zabelia poderia estar no clado [Morinoideae [Dipsacoideae + Valerianoideae]]. A morfologia do pólen talvez seja consistente com essa posição, enquanto Landrein e Prenner sugeriram que Zabelia e Diabelia (Linnaeoideae) tinham inflorescências "primitivas" semelhantes. Em algumas análises, Zabelia e Morinoideae formaram um clado, embora o suporte para isso fosse apenas moderado . Landrein et. al. sugeriu que Zabelia era irmã de todo o clado [Morinoideae [Valerianoideae + Dipsacoideae]], também foi descoberto que a posição de Valerianoideae era instável em algumas análises; as análises dos dados mitocondriais talvez sejam particularmente desafiadoras. } Morinoideae migrou basalmente em uma análise e eram irmãs de Linnaeoideae. Recentemente realizou análises de plastomas completos de 32 espécies neste clado. De um modo geral, os relacionamentos que eles encontraram são semelhantes aos da imagem, mas com duas diferenças principais. Eles recuperaram um clado [Zabelia + Morinoideae] e fazia parte de uma tritomia que também envolvia Linnaeoideae e [Dipsacoideae + Valerianoideae] .

## Distribuição geográfica
A distribuição da família Caprifoliaceae pode ser considerada cosmopolita. Ocorrendo preferencialmente em zonas temperadas do hemisfério norte.

## Lista de espécies Brasileiras
Apenas o gênero Valeriana L. é encontrado no Brasil. Esse gênero encontra-se principalmente em alguns estados do país, as ocorrências confirmadas da espécie dessa família ocorre no:
● Norte (Amazonas, Pará)
● Nordeste (Bahia, Maranhão)
● Sudeste (Espírito Santo, Minas Gerais, Rio de Janeiro, São Paulo)
● Sul (Paraná, Rio Grande do Sul, Santa Catarina)
Os domínios fitogeográficos que esses representantes estão localizados são: amazônia, caatinga, cerrado, mata atlântica e pampa.

## Importância econômica
Como essa família possui uma variedade enorme de espécies de plantas, sendo todas com a presença de flores, ela representa uma grande importância econômica num contexto global. Muitas espécies são utilizadas para paisagismos ou plantas ornamentais devido às belezas de suas flores. Algumas espécies são utilizadas como confecção de doces e bebidas. Além disso, ainda é possível utilizar certas espécies deste grupo na medicina popular e na indústria da perfumaria. Algumas partes específicas, como as estruturas foliares, são bastante aplicadas por índios sul-americanos como antitérmicas e diuréticas, e a medicina vem estudando o efeito ansiolítico de chás de algumas espécies. Alguns frutos são bases de alimentos como tortas e geleias ou são usados como essência de vinhos e licores

## Gêneros[9]
- Abelia R. Brown
- Acanthocalyx (de Candolle) van Tieghem
- Aligera Suksdorf
- Aretiastrum (de Candolle) Spach
- Asaphes Sprengel
- Astrephia Dufr.
- Belonanthus Graebner
- Caprifolium Miller
- Centranthus de Candolle
- Cephalaria Roem. & Schult.
- Chamaecerasus Medikus
- Cryptothladia (Bunge) M. J. Cannon
- Diabelia Landrein
- Diervilla Miller
- Dipelta Maximowicz
- Dipsacus L. Fedia Gaertner
- Heptacodium Rehder
- Hoeckia Engler & Graebner
- Knautia L.
- Kolkwitzia Graebner
- Leycesteria Wallich
- Linnaea L.
- Lomelosia Rafinesque
- Lonicera L.
- Macrodiervilla Nakai
- Morina L.
- Nardostachys de Candolle
- Patrinia de Jussieu
- Phuodendron (Graebner) Dalla Torre & Harms
- Phyllactis Persoon
- Plectritis (Lindley) de Candolle
- Porteria J. D. Hooker
- Pseudobetckea (Höck) Lintchevski
- Pseudoscabiosa Devesa
- Pterocephalidium G. Lopez
- Pterocephalus Adanson
- Pycnocomon Hoffmannsegg & Link
- Scabiosa L.
- Scabiosiopsis Rechinger f.
- Simenia Szabo
- Siphonella (Torrey & A. Gray) Small
- Sixalix Rafinesque
- Stangea Graebner
- Succisa Haller
- Succisella Beck
- Symphoricarpos Duhamel
- Tremastelma Rafinesque
- Triosteum L.
- Triplostegia de Candolle
- Valeriana L.
- Valerianella Miller
- Vesalea Martens & Galeotti
- Weigela Thunberg
- Weigelastrum Nakai
- Zabelia (Rehder) Makino